# Енн Севедж
Берніс Максін Лайон (англ. Bernice Maxine Lyon, нар. 19 лютого 1921, Колумбія, Південна Кароліна, США — пом. 25 грудня 2008, Голлівуд, Каліфорнія, США), відома як Енн Севедж (англ. Ann Savage) — американська кіноакторка, відома ролями фатальних жінок у голлівудських фільмах 1940-х років.

## З творчої біографії
У 1940-ві та 1950-ті роки Севедж знялася в понад 30 фільмах, в основному, малобюджетних, проте славу їй принесла картина «Об'їзна дорога» (Detour, 1945), що стала класикою жанру «фільм-нуар». У цьому фільмі, знятому всього за шість днів, Севедж зіграла роль жінки, що шантажує випадкового попутника, який узявся підвезти її по шосе (Том Ніл).
Серед інших робіт Севедж слід відзначити вестерни «Сідла і полин», «Колиска сатани», мюзикл «Танцююча в Мангеттені», а також фільми про війну «Паспорт до Суеца» і «Субмарина для двох».
З кінця 1950-х років Севедж майже не знімалася, лише зрідка з'являючись в епізодичних ролях в кіно і на телебаченні. У 2007 році вона знялася у фільмі Гая Меддіна «Мій Вінніпег» (вийшов в 2008 році).

## Вибрана фільмографія
| Рік  |   | Українська назва | Оригінальна назва | Роль        |
| ---- | - | ---------------- | ----------------- | ----------- |
| 1943 | ф | Яка жінка!       | What a Woman!     | Джейн Дрейк |
| 1945 | ф | Об’їзд           | Detour            | Віра        |